# Parodontológia
A parodontológia (a görög παρά para "mellett"; ὀδούς odous "foga", birtokos ὀδόντος odontos) a fogászat speciális ága. A fogágybetegség, orvosi néven parodontitis (közismert nevén fogínysorvadás) a fogat körülvevő szövetek baktériumok okozta gyulladásos megbetegedése. A támogató szövetek a következők: a periodontium, amely magában foglalja a fogíny (fogíny), alveoláris csont, cementum, és a periodontális ligamentum. A fogágybetegségekre specializálódott fogorvos a parodontológus.

## Parodontális betegségek
A fogágy mindazon szövetek együttese, amelyek a fogakat stabilan a helyükön rögzítik. Ide tartozik: az íny, a fogakat a csonthoz rögzítő kollagén rostok, a foggyökér cementrétege (amelybe a rostok beágyazódnak) és a fogat körülvevő csont. Ha a fogágy gyulladása előrehaladott, az előbb említett szövetek mindegyike érintetté válik. A fogágybetegségről azért érdemes tudni, mert viszonylag kevés tünet jelentkezése mellett is a fogak elvesztéséhez vezet.
A betegség kezdetén ínygyulladás alakul ki, melynek tünetei, hogy az íny vörössé válik, megduzzad és erősebb nyomásra, vagy akár a fogmosás során vérzik. Abban az esetben, ha a betegséget nem ismerik fel időben, és nem történik megfelelő kezelés, a gyulladás krónikussá válik, átalakul fogágybetegséggé. Ilyen esetekben a fellazult íny és a fog felszíne között egy fokozatosan mélyülő rés, úgynevezett tasak alakul ki.
A betegség előrehaladtával egyre mélyebbé válnak ezek a kialakult tasakok, ezért egyre kevésbé lehetséges a tisztításuk. Ezáltal egyre agresszívebb baktériumok szaporodnak el az íny alatti oxigénhiányos környezetben. Ennek következtében a tartószövetek előrehaladott pusztulása következik be, mely a fogak meglazulásához és végül elvesztéséhez vezet bizonyos idő eltelte után. A betegség kevésbé ismert következménye a fogak elvándorlása, ami a gyulladás miatt meggyengült csont miatt  következik be. Egyszerűen nem képes ellenállni a rágóerőknek a meggyengült csont. 2017-es statisztikai adatok szerint továbbra is ez a betegség a vezető ok a felnőttkori fogvesztések esetében.

## Fogágybetegség tünetei
Korai státiumban észlelhető tünetek:
- az ínyvérzés
- fokozott fogkőképződés
- kellemetlen szájszag/lehelet
- kezelés nélkül a csont is gyulladásba kerül a fogak meglazulnak.

A fogágybetegséget kialakulásáért a szájban megtalálható baktériumok megváltozott összetétele felelős. Meghatározott kórokozó fajok felszaporodása okozza. Ezek az agresszív baktériumok forrása jellemzően az eltávolítatlan lepedék, fogkő. A nem megfelelő fogmosási technika vagy a fogmosás részleges vagy teljes hiánya, illetve a plakk eltávolítását megnehezítő nem megfelelően kialakított (elálló) tömés- és koronaszélek okozhatják. 

## Súlyosbító tényezők
Számos súlyosbító tényező létezik, melyek figyelembevételére van szükség a fogágybetegségek kezelése során. Ezek gátolják a gyógyulást és/vagy segítenek az újbóli kialakulás során. 

### Rossz szájhigiéné
- Nem megfelelő technikával, gyakorisággal, eszközökkel végzett szájápolás szerepe

### Dohányzás
- A dohányzás gátolja az immunrendszeri védekezést
- A dohányfüst miatt károsodik az íny vérkeringése

### Örökletes tényezők
- Csökkent immunrendszeri védekezés
- A szájüreg családi környezet által kialakított összetétele

### Hormonális változások
- Serdülőkor és terhesség alatt fokozódhatnak a gyulladásos tünetek

### Általános szervezeti tényezők
- Cukorbetegség, immunhiányos állapotok súlyosbító szerepe

### Gyógyszerszedés
- Egyes gyógyszerfajták szedése ínyduzzanatot okozhat
- Néhány csontritkulásra szedett gyógyszer hátráltathatja a sebgyógyulást